# 1. FC Godesberg
Der 1. FC Godesberg (offiziell: 1. Fußballclub Godesberg 1919/22 e. V.) ist ein Sportverein aus dem Bonner Stadtteil Bad Godesberg. Die erste Fußballmannschaft spielte sechs Jahre in der höchsten mittelrheinischen Amateurliga.

## Geschichte
Der Verein wurde im März 1919 als SV Mehlem gegründet. Dieser fusionierte 1937 mit dem 1900 gegründeten Turnverein Germania Mehlem zum TuS Mehlem 1900. Im Sommer 1950 trennten sich die Vereine wieder. Am 28. Juni 1958 schlossen sich der neu gegründete SV Mehlem und die Fußballabteilung der Betriebssportgemeinschaft der Ringsdorff-Werke Mehlem zum SV Ringsdorff Mehlem zusammen. Zweiter Stammverein ist der 1922 gegründete SV Lannesdorf. Beide Vereine vereinigten sich im Sommer 1966 zum 1. FC Ringsdorff Godesberg. Bei der Mitgliederversammlung am 19. Februar 2021 wurde der Vereinsname auf 1. FC Godesberg verkürzt.
1960 schaffte die Mannschaft den Aufstieg in die Bezirksklasse, wo auf Anhieb der Durchmarsch in die Landesliga gelang. Nach einem dritten Platz im Jahre 1965 wurden die Godesberger ein Jahr später nach einem 4:2-Sieg im Entscheidungsspiel über den SC Köln-Mülheim Nord Vizemeister ihrer Gruppe hinter dem SV Bergisch Gladbach 09. Damit qualifizierte sich die Mannschaft für die Relegationsrunde zur Verbandsliga Mittelrhein, der seinerzeit höchsten Amateurliga. Dort schlugen die von Fritz Machate trainierten Godesberger Viktoria Alsdorf mit 3:0 und den Oberbrucher BC 09 mit 2:1 und stiegen auf.
Die erste Saison unter dem heutigen Namen beendeten die Godesberger punktgleich mit der Eschweiler SG. Das Entscheidungsspiel um den Klassenerhalt im Kölner Franz-Kremer-Stadion gewann der 1. FC Ringsdorff Godesberg mit 1:0. 1968 erreichte der Verein mit Platz vier seinen sportlichen Zenit. Fusionsgespräche mit dem Lokalrivalen Godesberg 08 scheiterten derweil. In den folgenden Jahren rutschte die Mannschaft ins Mittelfeld zurück und stieg 1972 ab. Ein Jahr später bezog der Verein das Pennenfeldstadion. 1978 stiegen die Godesberger in die Bezirksliga ab, bevor die Mannschaft nach mehreren vergeblichen Anläufen 1984 in die Landesliga zurückkehrte.
Drei Jahre später wurde der 1. FC Ringsdorff Godesberg Vizemeister der Landesliga hinter dem SC Brück, verlor allerdings das Entscheidungsspiel um den Aufstieg gegen den SV Hoengen. 1992 wurde die Mannschaft aus der Landesliga abgemeldet, denn man war nicht mehr bereit Spielern eine Aufwandsentschädigung zu zahlen. In der Kreisliga C fing der Verein mit der 1. Seniorenmannschaft dann neu an, ohne dass die Spieler für ihren Einsatz bezahlt wurden. Nach Aufstiegen in den Jahren 1994 und 2010 erreichte der 1. FC Ringsdorff Godesberg noch einmal die Kreisliga A, bevor die Godesberger im Jahre 2014 wieder in die Kreisliga B abstiegen.
Die Stadt Bonn hat dem Verein einen Kunstrasenplatz zur Verfügung gestellt, der im März 2018 fertig gestellt wurde.

## Persönlichkeiten
- Anthony Baffoe
- Bienvenue Basala-Mazana
- Hüzeyfe Doğan
- Christine Francke
- Fritz Machate
- Günter Schemmerling
- Klaus Witt